# 土肥修平
土肥 修平（どい しゅうへい、安政5年9月19日（1858年10月25日） - 昭和20年（1945年）7月3日）は、日本のきよめ派の巡回伝道者。脩平とも表記する。

## 生涯

### 初期
幼名は儀次郎。土肥家12代当主にあたる。備前岡山藩士土肥典膳の長男、生母はお文。弟に土肥貞次がいる。長女は良子幼少時は備前藩の普通学校に学び、藩儒石野精吉、家儒小山敬容より教えを受けた。1872年（明治5年）13歳の時に、京都府今出川の大学校に遊学する。そこで平田鐵胤、廣瀬範次、渡邊五十丸に学ぶ。しかし、1年で大学校が廃止され、備前に帰国し再び藩の普通学校に学んだ。

### キリスト教入信
1873年（明治6年）に神戸でアメリカン・ボードの宣教師D・C・グリーン、デビスの英学校に入学。毎朝英語の聖書講義を聞く。キリスト教との出会いはここに始まる。　　　　　　
1893年（明治25年）東京市木挽町バプテスト教会で浸礼による洗礼を受け教会員となる。直後基督教書類会社に入社する。しかし、直接献身するために退職する。

### ちきさき群
1894年（明治27年）頃から笹尾鉄三郎、松野菊太郎に御牧碩太郎と土肥を加えた6人で、ちいさき群を結成して、東京市桜田本郷町の一軒屋で共同生活を始め伝道活動をする。

### 松江バンド
1895年（明治28年）頃に、知り合いのウースターとスメルサー宣教師にB・F・バックストンに会うように勧められ、大阪でバックストンに会う。小さき群はバックストンの招きで、松江に行きバックストンの元で修養をすることになった。土肥らは東京に家族を残して、笹尾鉄三郎、河辺貞吉らと松江に行き、バークレー・バックストンの元松江の奥谷で家を借りて共同生活をしながら修養することになる。ちいさき群はバックストンの元で、半年間修養をすことになる（松江バンド）。

### 同胞教会
1897年（明治30年）土肥は松江のバックストンのもとを離れ同胞教会に移籍する。本所区横綱町の同胞教会を支援する。しかし1898年（明治31年）、1年で同胞教会を辞し、今度は万国警官ミッションに加わり支援することになる。

### 聖公会
バックストンの紹介で、新橋教館の主任として働き始め、東京各地で伝道を開始した。この間教師試験を受けるが失敗し、伝道師試補となった。しかし、彼の立場から按手礼は必要とされたので、各派の協力伝道会で各派の教役者から按手を受け、マルチ教派の正教師となったという逸話がある。

### 自給伝道者
最終的に聖公会も脱退し、自給伝道者となる。後に、東京渋谷に聖シオン会堂を建てて、そこを中心に全国を巡回伝道した。やがて、元文部大臣の森戸辰男ら各界の重要人物が土肥を慕って集まってきた。
土肥は、最終的に聖公会、同朋教会、きよめ派とも分離し、ガラテヤ書5章にある「党派を作る者には神の祝福はない」との立場に立ち、自由な独立自給伝道者として活動した。
しかし、きよめ派の重鎮である日本ホーリネス教会の中田重治監督から「教会破壊者」との烙印を押された。土肥は中田から、きよめ派の会員への交際禁止を厳命を受けた。

## 伝記
- 『焼跡の釘』庄司喜蔵編